# راکینگهام (ورمونت)
راکینگهام (به انگلیسی: Rockingham) یک منطقهٔ مسکونی در ایالات متحده آمریکا است که در شهرستان ویندهام، ورمانت واقع شده‌است.
 راکینگهام ۱۰۹٫۶ کیلومتر مربع مساحت و ۵٬۲۸۲ نفر جمعیت دارد و ۳۱۶ متر بالاتر از سطح دریا واقع شده‌است.